# 大河镇 (桐柏县)
大河镇，是中华人民共和国河南省南阳市桐柏县下辖的一个乡镇级行政单位。

## 行政区划
大河镇下辖以下地区：
夹山沟村、石佛寺村、黄庄村、上河村、箭杆冲村、土门村、泉水湾村、江庄村、李沟村、六里冲村、尖山村、田口村和竹园村。